# سارة مولالي
السيدة سارة إليزابيث مولالي (من مواليد 26 مارس 1962) وهي أسقف أنجليكية بريطانية وممرضة سابقة. وهي أسقف لندن منذ عام 2018، وهي أول امرأة تتولى هذا المنصب وتجلس على مقاعد اللوردات الروحية في مجلس اللوردات.
ومن عام 1999 إلى عام 2004، كانت مسؤولة التمريض الرئيسية في إنجلترا ومديرة تجربة المرضى في هيئة الخدمات الصحية الوطنية في إنجلترا؛ ومن عام 2015 إلى عام 2018، عملت أسقفًا لكريديتون، وهي أسقف مساعد في أبرشية إكستر.

## الحياة المبكرة والتعليم
ولدت سارة إليزابيث باوزر في 26 مارس 1962، وهي الأصغر بين ابنتين، وتلقت تعليمها في مدرسة ونستون تشرشل الشاملة، ووكينج، سري، ثم في كلية ووكينج السادسة. أثناء دراستها للحصول على المستوى المتقدم، قررت أن تصبح ممرضة بدلاً من طبيبة لأنها أرادت تطبيق نهج شامل لرعاية المرضى. وكان اختيارها للمهنة مدفوعًا أيضًا بإيمانها المسيحي، الذي اعتنقته منذ سن السادسة عشرة.
وفي عام 1980، بدأت الدراسة للحصول على درجة التمريض في كلية ساوث بانك بوليتكنيك، مع التدريب السريري في مستشفى سانت توماس، وحصلت على وضع ممرضة عامة مسجلة (RGN) ودرجة البكالوريوس في العلوم (BSc) في عام 1984. في عام 1992، حصلت على درجة الماجستير في العلوم (MSc) في دراسات الصحة والرفاهية المهنية المتعددة في جامعة لندن ساوث بانك.

## مهنة التمريض
شغلت مولالي مناصب في التمريض السريري في مستشفى سانت توماس ومستشفى رويال مارسدن (حيث أكملت دورة التمريض التخصصية). شغلت عددًا من الأدوار القيادية في التمريض، أولاً في مستشفى وستمنستر السابق (حيث كانت أخت جناح ورئيسة تطوير الممارسة) ثم كمديرة للتمريض في تشيلسي وويستمنستر، ثم أصبحت فيما بعد نائبة والرئيس التنفيذي بالإنابة. في عام 1999 عينت كرئيسة لقسم التمريض ومديرة تجربة المرضى في إنجلترا: وكانت أصغر شخص يشغل هذين المنصبين. عملت كمديرة غير تنفيذية في المجلس الإنجليزي للتمريض والتوليد والزيارة الصحية.
شغلت مولالي منصب محافظ مستقل لجامعة لندن ساوث بانك بين عامي 2005 و2015، حيث أصبحت نائبة رئيس مجلس المحافظين ورئيسة لجنة السياسات والموارد. كانت مديرة غير تنفيذية مستشفى مارسدن الملكية من عام 2005 إلى عام 2012، وشغلت منصبًا غير تنفيذي في مؤسسة مؤسسة سالزبوري NHS بين عامي 2012 و2016. أصبح مولالي عضوًا عاديًا في مجلس كلية الملك بلندن في عام 2016.

## الخدمة المُرسَمة
من عام 1998 إلى عام 2001، تدربت مولالي على الخدمة المكرسة في معهد جنوب شرق التعليم اللاهوتي ( كلية سانت أوغسطين للاهوت الآن)، أثناء دراسته اللاهوت في جامعة كنت، وحصلت على دبلومة في اللاهوت (DipTh) في عام 2001. تكرست في كنيسة إنجلترا: حيث عينت شماسة في عيد القديس ميخائيل عام 2001 (30 سبتمبر) في كاتدرائية ساوثوورك ورسمت كاهنة في عيد القديس ميخائيل التالي (5 أكتوبر 2002) في كنيسة الثالوث المقدس، كلافام - في المرتين بواسطة توم بتلر، أسقف ساوثوورك. من عام 2001 إلى عام 2004، عملت كقسيسة غير متفرغة (أي قسيسة بدوام جزئي) في أبرشية باترسي فيلدز في أبرشية ساوثوورك.
في عام 2004، تركت مولالي منصبها كمسؤولة التمريض الرئيسية لمتابعة خدمة كنيسة إنجلترا بدوام كامل. ثم عملت كمساعدة قسيس في كنيسة القديس المخلص، باترسي فيلدز من عام 2004 إلى عام 2006. حصلت على درجة الماجستير في اللاهوت الرعوي من كلية هيثروب، جامعة لندن في عام 2006. في عام 2006، أصبحت رئيسة فريق خدمة فريق ساتون في كنيسة القديس نيكولاس، ساتون، لندن. بالإضافة إلى عملها الرعوي، قامت بتدريس الأخلاق في أبرشية ساوثوورك، وكانت مشاركة في برنامج قيادة رجال الدين الأنجليكانيين وجلست في لجنة أبرشيات كنيسة إنجلترا. من عام 2012 إلى عام 2015، عملت كأمينة صندوق كاتدرائية سالزبوري في أبرشية سالزبوري.

## الخدمة الأسقفية
في يونيو 2015، أُعلنت أن مولالي سيكون الأسقف التالي لكريديتون، وهي أسقف مساعد في أبرشية إكستر. في 22 يوليو 2015، كرست أسقفًا من قبل رئيس الأساقفة جاستن ويلبي في كاتدرائية كانتربري. كانت هي وراشيل ترويك أول امرأتين يتم تكريسهما كأساقفة في كاتدرائية كانتربري. في سبتمبر 2015، أصبحت أول امرأة في كنيسة إنجلترا تقود خدمة رسامة، حيث قامت برسامة اثنين من الشمامسة، ليزا ماكجفرن وشايلا ووكر، كقسيسين في كنيسة سانت ماري، أوتيري سانت ماري، ديفون.
في 18 ديسمبر 2017، أُعلن أنها ستكون أسقف لندن القادم، خلفًا لريتشارد شارترز الذي تقاعد في فبراير 2017. باعتبارها أسقف لندن، فهي ثالث أقدم أسقف في كنيسة إنجلترا، بعد رئيسي أساقفة كانتربري ويورك. بين تثبيتها وتنصيبها، حصلت على ترخيص كمساعد أسقف فخري في أبرشية إكستر حتى تتمكن من تنفيذ الالتزامات المتعلقة بمقعدها السابق. تمت انتخابها رسميًا من قبل مجمع شرائع كاتدرائية القديس بولس في 25 يناير 2018، لتصبح أسقفًا منتخبًا. تمت ترجمتها وتولت الحيازة القانونية الكاملة للكرسي عند تأكيد انتخابها - في 8 مارس في سانت ماري لو بو - وتولت مهامها الكاملة عند تنصيبها في سانت بول في 12 مايو. في 15 يوليو 2020، عملت كمكرسة رئيسية في تكريس هيو نيلسون وروث بوشياجر للأسقفية: وهذا يمثل انقطاعًا في التقليد مع تولي رئيس أساقفة كانتربري هذا الدور عادةً، وكانت المرة الأولى التي تقود فيها أسقف أنثى خدمة تكريس في كنيسة إنجلترا.
أدت مولالي اليمين الدستورية في المجلس الخاص للمملكة المتحدة في 14 مارس 2018، وتمت تقديمها إلى مجلس اللوردات للجلوس على مقاعد اللوردات الروحية. في 24 مايو 2018. لقد نجحت في خلافة اللورد شارترز وأصبحت أول عميدة للكنيسة الملكية في 12 يوليو 2019. لعبت الأسقف مولالي دورًا رائدًا في تتويج عام 2023، وهي واحدة من ثلاث أسقفات شاركن في الإجراءات.

## المشاهدات
مولالي هي امرأة تصف نفسها بأنها نسوية، وسوف تقوم برسامة كل من الرجال والنساء للكهنوت. وفقًا لصحيفة فاينانشال تايمز، تُعتبر مولالي " ليبرالية لاهوتية". ومع ذلك، فهي تدعم أيضًا ضمّ أولئك الذين يرفضون رسامة النساء إلى كنيسة إنجلترا، حيث صرحت عند إعلانها أسقف لندن القادم: "أُكنّ احترامًا كبيرًا لأولئك الذين، لأسباب لاهوتية، لا يستطيعون قبول دوري ككاهن أو أسقف. أؤمن بأن التنوع الكنسي في جميع أنحاء لندن يجب أن يزدهر وينمو؛ ويجب أن يتمكن الجميع من إيجاد موطن روحي".
يدعم مولالي التعاليم الحالية لكنيسة إنجلترا بشأن الزواج؛ أي بين رجل واحد وامرأة واحدة مدى الحياة. في سبتمبر 2016، أصبحت واحدة من 10 أساقفة يشكلون "مجموعة التأمل للأساقفة حول الجنس" التابعة للكنيسة. فيما يتعلق بالعلاقات المثلية، صرحت في عام 2017 أن "هذا هو الوقت المناسب لنا للتأمل في تقاليدنا والكتاب المقدس، ونقول معًا كيف يمكننا تقديم استجابة تتعلق بكونها حبًا شاملاً". عندما سُئلت عن الأشخاص المثليين في الكنيسة، قالت أيضًا "ما يجب أن نتذكره هو أن هذا يتعلق بالناس، والكنيسة تسعى إلى إظهار الحب للجميع، لأنه يعكس إله المحبة، الذي يحب الجميع". في عام 2022، دعمت مولالي الاحتفال بشهر تاريخ مجتمع المثليين وإطلاق مجموعة استشارية تهدف إلى تقديم المشورة للأبرشية بشأن "الرعاية الرعوية وإدماج الأشخاص المثليين في حياة مجتمعات كنيستنا".
ووصفت مولالي آراءها بشأن الإجهاض بأنها تؤيد حقوق الإجهاض على الرغم من أنها قد تميل ضد الإجهاض في حال اتخاذ قرارها الخاص. لقد قالت "أظن أنني سأصف نهجي تجاه هذه القضية بأنه مؤيد للاختيار وليس مؤيد للحياة، على الرغم من أنه إذا كان استمرارية، فسأكون في مكان ما على طوله متجهًا نحو مؤيد للحياة عندما يتعلق الأمر باختياري ثم تمكين الاختيار عندما يتعلق الأمر بالآخرين".

## الحياة الشخصية
وفي عام 1987، تزوجت من إيمون مولالي ؛ وأنجب الزوجان ابنة وابنًا.
بعد تعيينها أسقفًا لمدينة لندن، انتقلت مولالي إلى عمادة القديس بولس القديمة، وأجرت تعديلات على العقار، بما في ذلك بناء مصلى في غرفة غسيل سابقة تصلي فيه المسبحة وغيرها من العبادات المريمية وتترأس العبادة الأسبوعية للقربان المقدس.

## الأوسمة
وفي حفل تكريمات العام الجديد 2005، عينت مولالي قائدة سيدة في وسام الإمبراطورية البريطانية (DBE) تقديراً لمساهمتها في التمريض والتوليد. على الرغم من أن رجال الدين البريطانيين الذين يتم تعيينهم فرسانًا لا يتلقون هذا التكريم (اللقب بالسيف) وبالتالي فإن رجال الدين الذكور لا يستخدمون لقب السير (ما لم يتم منحهم لقب فارس قبل رسامتهم)، فإن السيدات لا يتم لقبهن وبالتالي فإن رجال الدين الإناث أحرار في استخدام لقب سيدة. ومع ذلك، فإن اختيارها هو ما إذا كان سيتم الإشارة إليها باسم "السيدة سارة" أم لا، وقد حذف اللقب الشرفي في كثير من الأحيان عند الإعلان عنها باعتبارها الأسقف التالي لمدينة لندن في عام 2017.
تشمل الأوسمة الأكاديمية التي حصل عليها مولالي انتخابه كزميل في جامعة لندن ساوث بانك في عام 2001، وزميل في جامعة كانتربري كرايست تشيرش في عام 2006. حصلت على الدكتوراه الفخرية من جامعة بورنموث (2004)، وجامعة ولفرهامبتون (2004)، وجامعة هيرتفوردشاير (2005).